# Popis BMW-ovih motora
Ovdje je popis i poneki detalji o BMW-ovim motorima.

Prvi motor koji je BMW napravio je bio redni 6, ta konfiguracija je najpoznatija u svijetu BMW-a i danas. Uz brojne redne 4, redne 6 i V8 motore BMW je napravio tek šest V12 motora, od toga je četiri napravio BMW a dva M divizija. Također BMW nikad nije napravio V10 motor, jedini V10 je napravila M divizija za M5 E60 model. V6 konfiguracija nikad nije proizvedena u BMW-ovim postrojenjima.
Te je također poznato da su najpoznatiji BMW motori razvijeni u Citroen i Peugeot grupaciji koja je kasnije tijekom godina prihvatila BMW u svoju grupaciju.

## BMW tehnologije
Valvetronic

Ova napredna tehnologija ima električni mehanizam koji kontrolira podizanje svakog pojedinog ventila ili cilindra. Tako motor slobodnije diše i donosi bolje performanse istovremeno koristeći manje goriva. Performanse motora su učinkovitije i brže, zahvaljujući uklanjanju gubitka pumpe i ometanja protoka zraka koji se događa u uobičajenom sustavu. Tako je protok zraka neometan, a Valvetronic precizno kontrolira količinu zraka koja ulazi u cilindre. Optimiziranjem mješavine goriva i zraka, Valvetronic štedi do 10 posto goriva. Osim toga, Valvetronic poboljšava hladno pokretanje motora, smanjuje emisiju i donosi glađi i brži rad motora.
Vanos/double-Vanos

Ime Vanos je izvedeno iz njemačkog izraza "variable Nockenwellensteuerung", što znači promijenjiva bregasta osovina. Double-Vanos sustav kontinuirano podešava bregaste osovine u pozicije za usisne i ispušnie ventile. Rezultat toga je značajno veći okretni moment pri niskim okretajima motora i više snage na višim okretajima motora, a također se smanjuje potrošnju goriva i emisija štetnih plinova. 
Na nižim okretajima motora, položaj bregastog vratila se preseli tako da su ventili otvoreni kasnije, jer to poboljšava kvalitetu praznog hoda i glatki razvoj snage. A kod povećane brzine motora, ventili se otvaraju ranije: To povećava okretni moment, smanjuje potrošnju goriva i smanjuje emisije. Pri visokim brzinama motora, ventili se opet otvaraju kasnije, jer to omogućuje punu snagu isporuke. 
Double-Vanos također kontrolira količinu ispušnih plinova koji ih recirkulira natrag u usisnu granu i povećava ekonomičnost goriva. Sustav koristi poseban set parametara motora, zagrijavanje faze u cilju dostizanja idealne radne temperature brže i smanjenje emisije štetnih plinova. Cijeli proces je pod kontrolom vozila Digital Motor Electronics-a (DME). BMW je prvi uveo tehnologiju Vanos 1992. a double-Vanos se proizvodi od 1997.
High Precision Injection

HPI je sustav direktnog ubrizgavanja goriva, gorivo se može ubrizgati u samo 0.14 milisekunde i smanjuje se potrošnja goriva.
TwinPower Turbo

Je nov naziv koji koristi BMW, prvi put je korišten kod novog N55 motora s jednom turbinom. TwinPower Turbo se odnosi na twin scroll Cylinder-bank Comprehensive Manifold (CCM) tehnologiju koja uzima ispušne plinove iz dviju grupa po 3 cilindra. Kasnije je BMW odlučio naziv koristiti i za motore s dvjema turbinama, još zbunjujuće BMW je preimenovao N63 i N54 motore u TwinPower Turbo premda ne koriste twin scroll tehnologiju i imaju dvije turbine.
TwinTurbo

Motor s dvjema turbinama.
Common rail injection system

Common rail sustav ubrizgavanja omogućuje dizelskim motorima isporučiti poboljšanu učinkovitost goriva, manju emisiju štetnih plinova, poboljšanu akustiku i znatno lakšu izvedbu. Common rail sustav ubrizgavanja iskorištava načelo da je povećano ubrizgavanje goriva pod pritiskom proizvodi finije kapljice goriva u komori izgaranja, što pak rezultira boljim izgaranjem. Umjesto korištenja pojedinih injektora pumpe za svaki cilindar, common rail sustav koristi jednu centralnu visokotlačnu pumpu. To dovodi do izuzetno brzog, precizanog, elektronički kontroliranog ubrizgavanja ventila. Zajedno s digitalnim upravljanjem motorom common rail sustav ubrizgavanja donosi značajna poboljšanja u potrošnji goriva i rada motora.
Diesel particle filter

Dizelski filter čestica uklanja gotovo sve čestice čađi iz ispušnih plinova, te ih eliminira spaljivanjem u filter. 
Diesel catalytic converter

BMW dizelski motori koriste oksidacijski tip katalizatora za oksidiranje ugljikovodika i ugljičnog monoksida koristeći kisik prisutan u ispušnim plinovima. Post-oksidacija također služi kako bi se smanjila frakcija čestica.
Variable Twin Turbo Diesel

Uvođenje BMW-ovog dual-stage turbo sustava, promjenjivi Twin Turbo, predstavlja još jedan skok u dizelskom inženjeringu. Ova tehnologija omogućuje ubrzanje od 25 posto, a omogućuje instant odaziv čak i pri niskim okretajima motora - kao i ogromne rezerve snage na višim okretajima. Srce Variable Twin Turbo sustav se sastoji od dvaju turbopunjača različitih veličina. Za razliku od bi-turbo sustav, dva turbopunjača ne rade paralelno, ali se aktiviraju u različitim točkama.
Kratice u oznaci motora

TU-technical update, nadogradnja motora

TU2-technical update 2, nova nadogradnja motora

UL/OL/TOP- najslabija/srednja/najjača inačica

## Redni 4
M10
| Model | Kapacitet (ccm) | Snaga (ks) | Okr. moment (Nm) | Godina                      |
| ----- | --------------- | ---------- | ---------------- | --------------------------- |
| M115  | 1499            | 75/80      | 160              | 1962. – 1977.               |
| M118  | 1773            | 90/130     | 194/203          | 1963. – 1974.               |
| M116  | 1573            | 75/105     | /                | 1964. – 1975.               |
| M05   | 1990            | 100/120    | 213/226          | 1965. – 1972.               |
| M15   | 1990            | 130        | 177              | 1972. – 1974. (BMW 2002tii) |
| M17   | 1990            | 115        | 220              | 1972.                       |
| M31   | 1990            | 170        | 240              | 1974. (BMW 2002 Turbo)      |
| M41   | 1573            | 90         | 167              | 1975.                       |
| M64   | 1990            | 125        | 233              | 1975.                       |
| M43/1 | 1990            | 109        | 213              | 1975. – 1976.               |
| M10   | 1766            | 98         | 193              | 1975. – 1976.               |
| M98   | 1573            | 75         | 149              | 1981.                       |

U gore navedenoj tablici su inačice motora baziranim na M10 arhitehturi, proizvedeno ih je preko 3,5 milijuna. Proizvodili su se od 1961. do 1987. godine.

U ovoj tablici su prikazani motori s injection sustavom ubrizgavanja goriva, ovi motor se nazivaju M10B18, takav sustav imenovanja motora BMW koristi i danas.
| Model   | Kapacitet (ccm) | Snaga (ks) | Okr. moment (Nm) | Godina |
| ------- | --------------- | ---------- | ---------------- | ------ |
| M10B18  | 1766            | 103@5800   | 145@4500         | 1980.  |
| M10B18  | 1766            | 100@5800   | 140@4500         | 1985.  |
| M10B18V | 1766            | 88@5500    | 140@4000         | 1981.  |

M40
| Model  | Kapacitet (ccm) | Snaga (ks)   | Okr. moment (Nm) | Godina        |
| ------ | --------------- | ------------ | ---------------- | ------------- |
| M40B16 | 1596            | 101/98@5500  | 143/141@4250     | 1988. – 1994. |
| M40B18 | 1796            | 114/111@5500 | 165/162@4250     | 1987. – 1994. |

M40 je redni 4 motor koji se proizvodio od 1987. godine, koristio se u seriji 3 (E30/E36) i seriji 5 E34. SOHC je konfiguracije, koristi zupčasti remen i Bosch M1.3 sustav ubrizgavanja goriva.
M42
| Model  | Kapacitet (ccm) | Snaga (ks)   | Okr. moment (Nm)  | Godina                      |
| ------ | --------------- | ------------ | ----------------- | --------------------------- |
| M42B18 | 1796            | 136/140@6000 | 172/175@4600/4500 | 1989. – 1991./1992. – 1996. |

M42 je redni 4 motor koji naslijedio M40 na kojem je baziran. Bez obzira na to mnogo je nadograđen, koristi Bosch M1.7 sustav ubrizgavanja goriva, DOHC konfiguraciju, povećanu kompresiju i još neke preinake.
M43
| Model       | Kapacitet (ccm) | Hod/Promjer (mm) | Snaga (ks)  | Okr. moment (Nm) | Godina                      |
| ----------- | --------------- | ---------------- | ----------- | ---------------- | --------------------------- |
| M43B16      | 1596            | 72/84            | 102/82@5500 | 150/127@3900     | 1993. – 1999./1995. – 2000. |
| M43B18      | 1796            | 81/84            | 114@5500    | 168@3900         | 1993. – 1999.               |
| M43TUB19 OL | 1895            | 83,5/85          | 118@5500    | 180@3900         | 1998. – 2002.               |
| M43TUB19 UL | 1895            | 83,5/85          | 103@5300    | 165@2500         | 1998. – 2001.               |

M43 je naslijedio M42, novine su ICIM (Individual Control Intake Manifold) odnosno individualno se kontrolira usis i okretni moment, koristi lanac umjesto zupčastog remena, SOHC je konfiguracije. 1998. godine je nadograđen i olakšan. Proizveden je u preko milijun primjeraka.
M44
| Model  | Kapacitet (ccm) | Hod/Promjer (mm) | Snaga (ks) | Okr. moment (Nm) | Godina        |
| ------ | --------------- | ---------------- | ---------- | ---------------- | ------------- |
| M44B19 | 1895            | 83,5/85          | 140@6000   | 180@4300         | 1994. – 2000. |

M44 je za razliku od M43 motora bio DOHC konfiguracije i imao 16 ventila. Koristi Bosch M5.2 sustav ubrizgavanja goriva. Ugrađivao se u BMW Z3 i E36 seriju 3.
N42
| Model  | Kapacitet (ccm) | Hod/Promjer (mm) | Snaga (ks) | Okr. moment (Nm) | Godina        |
| ------ | --------------- | ---------------- | ---------- | ---------------- | ------------- |
| N42B18 | 1796            | 81/84            | 115@5500   | 175@3750         | 2001. – 2004. |
| N42B20 | 1995            | 90/84            | 143@6000   | 200@3750         | 2001. – 2004. |

N42 je proizveden u suradnji s Roverom, no kako je u međuvremenu BMW prodao Rover motor se koristio od 2001. do 2004. godine u E46 Seriji 3.
Prince
| Model | Kapacitet (ccm) | Hod/Promjer (mm) | Snaga (ks) | Okr. moment (Nm) | Godina |
| ----- | --------------- | ---------------- | ---------- | ---------------- | ------ |
| 1,4   | 1397            | 75/77            | 95@6000    | 140@4000         | 2007.  |
| 1,6   | 1598            | 85,8/77          | 120@6000   | 160@4250         | 2007.  |
| 1,6   | 1598            | 85,8/77          | 122@6000   | 160@4250         | 2010.  |
| 1,6   | 1598            | 85,8/77          | 175@5500   | 240@1600-5000    | 2007.  |
| 1,6   | 1598            | 85,8/77          | 184@5500   | 240@1600-5000    | 2010.  |

Prince je ime motora kojeg skupa prave PSA Peugeot Citroën i BMW. BMW motor koristi u Mini automobilima a PSA ih koristi u raznim modelima poput Citroën C3, Citroën C4, Peugeot 307 i ostalim.
N45
| Model   | Kapacitet (ccm) | Hod/Promjer (mm) | Snaga (ks) | Okr. moment (Nm) | Godina |
| ------- | --------------- | ---------------- | ---------- | ---------------- | ------ |
| N45B16  | 1596            | 72/84            | 115@6000   | 150@4300         | 2004.  |
| N45B20S | 1997            | 88/85            | 170@7000   | 200@4250         | 2006.  |

N45 je redni 4 motor koji se proizvodi od 2004. godine, 1,6 L inačica se koristila u 116i modelu (2004. – 2007.)a 2,0 L verzija je 2006. godine napravljena za 320si limitiran model E90 serije 3.
N46
| Model  | Kapacitet (ccm) | Hod/Promjer (mm) | Snaga (ks) | Okr. moment (Nm) | Godina |
| ------ | --------------- | ---------------- | ---------- | ---------------- | ------ |
| N46B18 | 1796            | 81/84            | 115@5500   | 150@4300         | 2004.  |
| N46B20 | 1995            | 90/84            | 130@5750   | 180@3250         | 2004.  |
| N46B20 | 1995            | 90/84            | 146@6000   | 200@3750         | 2004.  |
| N46B20 | 1995            | 90/84            | 150@6200   | 200@3600         | 2004.  |
| N46B20 | 1995            | 90/84            | 150@6200   | 200@3750         | 2005.  |

N46 je veća i snažnija verzija N45 motora. 1,8 L se koristio samo u E46 316i modelu. Dvolitrena verzija se koristila u raznim modelima, od 118i do 520i E60 modela.
N43
| Model  | Kapacitet (ccm) | Hod/Promjer (mm) | Snaga (ks) | Okr. moment (Nm) | Godina        |
| ------ | --------------- | ---------------- | ---------- | ---------------- | ------------- |
| N43B16 | 1599            | 75,7/82          | 122@6000   | 160@4250         | 2007. – 2009. |
| N43B20 | 1995            | 90/84            | 122@6000   | 185@3000-4250    | 2009.         |
| N43B20 | 1995            | 90/84            | 143@6000   | 190@4250         | 2007.         |
| N43B20 | 1995            | 90/84            | 170@6700   | 210@4250         | 2007.         |

N43 je najnoviji atmnosferski redni 4 motor. U proizvodnji je od 2007. godine i dolazi u dvjema varijantama. 1,6 L se koristila u 116i modelu od 2007. do 2010. godine kad je zamijenjena dvolitrenom verzijom iste snage i više okretnog momenta, također novi motor zadovoljava EU5 normu.
Ostale dvije varijante se koriste u 118i i 120i modelima.
Motori su opremljeni direktnim ubrizgavanjem goriva s piezo-brizgaljkama, kontinuiranim podesivim ulazom i izlazom bregaste osovine. Motori teže 135 kg.
N20
| Model  | Kapacitet (ccm) | Hod/Promjer (mm) | Snaga (ks)    | Okr. moment (Nm) | Godina |
| ------ | --------------- | ---------------- | ------------- | ---------------- | ------ |
| N20B20 | 1997            | 90,1/84          | 245@5000-6500 | 350@1250-4800    | 2011.  |
| N20B20 | 1997            | 90,1/84          | 184@5000-6250 | 270@1250-4500    | 2011.  |
| N20B20 | 1997            | 90,1/84          | 184@5000      | 270@1250-4500    | 2011.  |

N20 je redni 4 motor koji je premijeru doživio 2011. godine u BMW X1 xDrive28i modelu.
Koristi sve BMW-ov tehnologije, BMW TwinPower Turbo s twin-scroll charging, High Precision Injection direct petrol injection, VALVETRONIC fully variable valve control, double-VANOS fully variable camshaft control. Trenutačno postoje dvije dvolitrene inačice koje razvijaju 184 odnosno 245 konjskih snaga.
N13
| Model  | Kapacitet (ccm) | Hod/Promjer (mm) | Snaga (ks) | Okr. moment (Nm) | Godina |
| ------ | --------------- | ---------------- | ---------- | ---------------- | ------ |
| N13B16 | 1598            | 85,8/77          | 136@4400   | 220@1350-4300    | 2011.  |
| N13B16 | 1598            | 85,8/77          | 170@4800   | 250@1500-4500    | 2011.  |

Najnoviji redni 4 motor iz BMW-ove tvornice jest N13, aluminijski blok motora je uzet iz "Prince" motora koji se koristi u MINI modelima, ostatak motora je potpuno nov. Većina tih novih stvari dolazi od N20 motora poput BMW TwinPower Turbo tehnologije s twin-scroll turbopunjačem, HighPrecision Injection, VALVETRONIC sustavom itd. Motor je debitirao u novoj Seriji 1.

## Redni 6
M78
| Model | Kapacitet (ccm) | Snaga (ks) | Okr. moment (Nm) | Godina |
| ----- | --------------- | ---------- | ---------------- | ------ |
| M78   | 1182            | 30@4000    | 68@2000          | 1933.  |

BMW M78 je klipni redni motor sa šest cilindara. motor ima obujam 1,2 litara i 30 ks na 4000 okretaja u minuti i okretni moment od 68 Nm pri 2000 o/min.
Motor je korišten u BMW 303 model od 1933. Opremljen je s lancem koji pokreće bregastu osovinu i vertikalne overlying ventile.
BMW 315/319 motor
BMW je za modele BMW 315 i BMW 319 koristio 1,5 odnosno 1,9 litrene redne 6 motore.
Obujma s 1490 kubičnih centimetara i dva karburatora marke Solex rezvijao je 34 ks na 3500 o/min. Inačica s 1911 ccm obujma razvijala je 55 ks na 4500 o/min.
M328
| Model | Kapacitet (ccm) | Snaga (ks) | Okr. moment (Nm)                      | Godina        |
| ----- | --------------- | ---------- | ------------------------------------- | ------------- |
| M328  | 1911-1971       | 30@4000    | 45/50/55/80/100/105/125/130@4000-5000 | 1936. – 1955. |

BMW M328 nastao iz 1,9 litrenog motora koji se ugrađivao u BMW 319. Promijenjen je hod i promjer, kapacitet a koristi se aluminij umjesto lijevanog željeza za proizvodnju glave i bloka motora u jačim varijantama.
M335
| Model | Kapacitet (ccm) | Snaga (ks) | Godina         |
| ----- | --------------- | ---------- | -------------- |
| M335  | 3485            | 90@3500    | 91938. – 1941. |

BMW M335 se koristio u BMW 335 modelu, ima dva karburatora marke Solex.
M337
BMW M337 je modernija inačica M328 motora. Inačica s 2 litre obujma razvijala je 65 i 72 ks. 2,1 litrena inačica je razvijala također 72 ks iako ima veći obujam i povećan hod cilindra.
M30
| Model     | Kapacitet (ccm) | Snaga (ks)   | Okr. moment (Nm) | Godina |
| --------- | --------------- | ------------ | ---------------- | ------ |
| M30B25LE  | 2494            | 150@5500     | 215@4000         | 1981.  |
| M30B28LE  | 2788            | 177@5800     | 240@4000         | 1977.  |
| M30B28    | 2788            | 184@5800     | 240@4200         | 1979.  |
| M30B30    | 2986            | 181@5800     | 255@3500         | 1976.  |
| M30B30    | 2986            | 188@5800     | 260@4000         | 1986.  |
| M30B32    | 3210            | 194@5500     | 285@4300         | 1979.  |
| M30B32LAE | 3210            | 248@5200     | 380@2600         | 1980.  |
| M30B32LE  | 3210            | 194@5500     | 280@4300         | 1976.  |
| M30B34    | 3430            | 207/211@5700 | 305@4000         | 1986.  |
| M30B34M   | 3430            | 182/185@5400 | 290@4000         | 1984.  |
| M30B34M   | 3430            | 214/218@5500 | 310@4000         | 1982.  |
| M30B34MAE | 3430            | 248@4900     | 380@2200         | 1982.  |
| M30B35    | 3430            | 211@5700     | 305@4000         | 1988.  |

M30 motor se proizvodio od 1968. do 1994. godine. Poznati automobilski magazin Ward's ga je izabrao za najbolji motor 20. stoljeća. SOHC je konfiguracije, koristi karburator a kasnije inačice Bosch-ov L-Jetronic sistem ubrizgavanja.
M20
| Model      | Kapacitet (ccm) | Hod/Promjer (mm) | Snaga (ks) | Okr. moment (Nm) | Godina        |
| ---------- | --------------- | ---------------- | ---------- | ---------------- | ------------- |
| M20B20VE   | 1990            | 66/80            | 122@6000   | 163@4000         | 1977. – 1982. |
| M20B20     | 1990            | 66/80            | 125@5800   | 170@4000         | 1983. – 1985. |
| M20B20     | 1990            | 66/80            | 129@6000   | 174@4000         | 1985. – 1990. |
| M20B20 Kat | 1990            | 66/80            | 129@6000   | 164@4300         | 1986. – 1992. |
| M20B23     | 2316            | 76,8/80          | 139@5300   | 205@4000         | 1983.         |
| M20B23     | 2316            | 76,8/80          | 150@6000   | 205@4000         | 1983. – 1985. |
| M20B23     | 2316            | 76,8/80          | 143@6000   | 176@4500         | 1978. – 1982. |
| M20B25     | 2494            | 75/84            | 171@5800   | 226@4000         | 1985. – 1986. |
| M20B27     | 2693            | 81/84            | 125@4250   | 240@3250         | 1984. – 1985. |
| M20B27     | 2693            | 81/84            | 122@4250   | 230@3250         | 1985. – 1987. |
| M20B27     | 2693            | 81/84            | 129@4800   | 230@3200         | 1987. – 1988. |

M20 motor proizvodio od 1977. do 1992. godine. Dizajniran pod M60 imenom, i korišten u prvoj generaciji serije 3 i 5, kasnije je preimenovan u M20 kao zamjena za M10 motor. SOHC je konfiguracije i ima 12 ventila. Za ubrizgavanje goriva je korišten karburator, kasnije mehanički K-Jetronic ili elektronski L-Jetronic / Motronic sustavi ovisno i izvedbi motora. Dizelski M21 motor je nastao od M20 motora.
M102
| Model | Kapacitet (L) | Hod/Promjer (mm) | Snaga (ks) | Okr. moment (Nm) | Godina |
| ----- | ------------- | ---------------- | ---------- | ---------------- | ------ |
| M102  | 3,2           | ?                | 252@5200   | ?                | 1980.  |

M102 je redni 6 motor opremljen KKK turbom, korišten je u BMW 745i E23 modelu. SOHC je konfiguracije, ima 2 ventila po cilindru, koristi zrak-zrak (air-to-air intercooler) hlađenje. Kompresija motora je niska, 7,0:1, za ubrizgavanje goriva se brinuo L-Jetronic sustav.
M106
| Model | Kapacitet (L) | Hod/Promjer (mm) | Snaga (ks) | Okr. moment (Nm) | Godina |
| ----- | ------------- | ---------------- | ---------- | ---------------- | ------ |
| M102  | 3,2           | 86/92            | 252@4200   | 380@2200         | 1983.  |

M106 je nasljednik M102 motora. Bosch-ov Motronic ECU i poećan obujam na 3,4 litre su najveće razlike. Razvija jednaku snagu na manjim okretajima i bio je ekonomičniji od M102 motora.
M50
| Model    | Kapacitet (ccm) | Hod/Promjer (mm) | Snaga (ks) | Okr. moment (Nm) | Godina |
| -------- | --------------- | ---------------- | ---------- | ---------------- | ------ |
| M50B20   | 1991            | 66/80            | 150@6000   | 190@4700         | 1989.  |
| M52TUB20 | 1991            | 66/80            | 150@5900   | 190@4200         | 1992.  |
| M50B25   | 2494            | 75/84            | 192@6000   | 245@4700         | 1989.  |
| M50TUB25 | 2494            | 75/84            | 192@5900   | 250@4200         | 1992.  |

1989. godine je predstavljen M50 redni 6 motor. DOHC je konfiguracije, ima 24 ventila a nadograđene TU inačice imaju VANOS tehnologiju. Glava motora je od sivog lijeva a ostatak od aluminija. S50 motor za M3 E36 i Z3 M su nastali od M50 motora.
M52
| Model    | Kapacitet (ccm) | Hod/Promjer (mm) | Snaga (ks) | Okr. moment (Nm) | Godina |
| -------- | --------------- | ---------------- | ---------- | ---------------- | ------ |
| M52B20   | 1991            | 66/80            | 150@5900   | 190@4200         | 1994.  |
| M52TUB20 | 1991            | 66/80            | 150@5900   | 190@3500         | 1998.  |
| M52TUB24 | 2349            | ?                | 184@5800   | 240@3600         | 2000.  |
| M52B25   | 2494            | ?                | 170@5500   | 245@3950         | 1995.  |
| M52TUB25 | 2494            | 75/84            | 170@5500   | 245@3500         | 1998.  |
| M52B28   | 2793            | 84/84            | 193@5300   | 280@3950         | 1995.  |
| M52B28   | 2793            | ?                | 191@5300   | 275@3950         | 1997.  |
| M52TUB28 | 2793            | ?                | 193@5500   | 280@3500         | 1998.  |

1994. godine je predstavljen M52 redni 6 motor. DOHC je konfiguracije, ima 24 ventila, VANOS a nadograđene inačice TU imaju Double-VANOS i joše neke nadogradnje. Ovaj motor je u nekim inačicama bio čak 30 kilograma lakši od M50 motora. S50 motor za BMW Z3 M i M3 E46 u Sjevernoj Americi je baziran na M52 motoru.
M54
| Model  | Kapacitet (ccm) | Hod/Promjer (mm) | Snaga (ks) | Okr. moment (Nm) | Godina |
| ------ | --------------- | ---------------- | ---------- | ---------------- | ------ |
| M54B22 | 2171            | 72/80            | 170@6100   | 210@3500         | 2000.  |
| M54B25 | 2494            | 75/84            | 192@6000   | 245@3500         | 2000.  |
| M54B30 | 2979            | 89,6/84          | 231@5900   | 300@3500         | 2000.  |

M54 se proizvodio od 2000. godine, motor ima Double-VANOS tehnologiju, radilicu pokreću 2 lanca, koristi Siemens MS43 ECU, cijeli je aluminijski i teži 172 kilograma. Također koristi SMPI (sequential multipoint injection), odnosno sekvencijalno ubrizgavanje goriva u više točaka. Između 2001. i 2003. godine ovaj motor je konstantno bio na popisu 10 najboljih motora američkog časopisa Ward's.
N52
| Model  | Kapacitet (ccm) | Hod/Promjer (mm) | Snaga (ks) | Okr. moment (Nm) | Godina |
| ------ | --------------- | ---------------- | ---------- | ---------------- | ------ |
| N52B25 | 2497            | 78,8/82          | 175@5800   | 230@3500/5000    | 2005.  |
| N52B25 | 2497            | 78,8/82          | 218@6500   | 250@2750/4250    | 2005.  |
| N52B30 | 2996            | 88/85            | 218@6100   | 270@2400         | 2007.  |
| N52B30 | 2996            | 88/85            | 258@6600   | 300@2500-4000    | 2004.  |
| N52B30 | 2996            | 88/85            | 265@6600   | 315@2750-4250    | 2005.  |
| N52B30 | 2996            | 88/85            | 272@6700   | 320@2750         | 2006.  |

N52 redni 6 se proizvodi od 2004. godine i debitirao je u 630 Ci modelu. Proizvodi se u 6 varijanti i ugrađivao se u mnogo modela. Napravljen je od magnezija i aluminija. Teži 161 kilogram što ga čini jednim od najlakših 6 cilindričnih motora. N52 ima Valvetronic i Double VANOS tehnologiju.
N54
| Model  | Kapacitet (ccm) | Hod/Promjer (mm) | Snaga (ks) | Okr. moment (Nm) | Godina |
| ------ | --------------- | ---------------- | ---------- | ---------------- | ------ |
| N54B30 | 2979            | 89,6/84          | 306@5800   | 400@1200-5000    | 2007.  |
| N54B30 | 2979            | 89,6/84          | 326@5800   | 450@1500-4500    | 2008.  |

N54 je redni 6 motor s direktnim ubrizgavanjem goriva i twin turbo tehnologijom. Proizvodi se od 2007. godine i prvi je BMW-ov turbo motor nakon 1980. i 745i modela. Koristi se u najjačim modelima serije 1 i Z4 a zamijenjen je u seriji 3 s N55 motorom. N54 se koristi i u X6 35i, 1 M Coupeu i 740 i/Li modelu.
N53
| Model  | Kapacitet (ccm) | Hod/Promjer (mm) | Snaga (ks) | Okr. moment (Nm) | Godina |
| ------ | --------------- | ---------------- | ---------- | ---------------- | ------ |
| N53B25 | 2497            | 78,8/82          | 190@6100   | 240@3500         | 2007.  |
| N53B30 | 2996            | 88/85            | 218@6100   | 270@2400         | 2007.  |
| N53B30 | 2996            | 89,6/84          | 272@6700   | 320@2750         | 2007.  |

N53 je nanoviji atmnosferski redni 6 motor. Nadogradnja je N52 motora, najveće razlike su direktno ubrizgavanje goriva, Valvetronic tehnologija nije ugrađena.
N55
| Model  | Kapacitet (ccm) | Hod/Promjer (mm) | Snaga (ks)    | Okr. moment (Nm) | Godina |
| ------ | --------------- | ---------------- | ------------- | ---------------- | ------ |
| N55B30 | 2979            | 89,6/84          | 306@5800      | 400@1200-5000    | 2009.  |
| N55B30 | 2979            | 89,6/84          | 320@5800-6000 | 450@1300-4500    | 2010.  |

N55 je nanoviji turbo redni 6 motor. Koristi jedan turbo, Valvetronic, Cylinder-bank Comprehensive Manifold (CCM) i direktno ubrizgavanje goriva. N55 je prvi motor koji se naziva TwinPower Turbo premda nema dva turba. TwinPower Turbo se odnosi na twin scroll Cylinder-bank Comprehensive Manifold (CCM) tehnologiju koja uzima ispušne plinove iz dviju grupa po 3 cilindra. Nadograđena inačica se pojavila su novom BMW serije 6, snaga je porasla na 320 ks. Težina motora je oko 193 kilograma.

## V8
OHV V8
| Kapacitet (ccm) | Hod/Promjer (mm) | Snaga (ks)              | Okr. moment (Nm) | Godina |
| --------------- | ---------------- | ----------------------- | ---------------- | ------ |
| 2580            | 75/74            | 100@4800                | 180@2500         | 1954.  |
| 3168            | 75/82            | 140/150/160@?/5000/5600 | 240@3600         | 1961.  |

OHV je prvi V8 motor kojeg je BMW proizveo. Proizvodio se od 1954. do 1965. godine, imao je 16 ventila, cilindri su bili pod kutom od 90 stupnjeva a motor je napravljen od aluminija. Koristili su ga BMW 501, BMW 502, BMW 503, BMW 507 i BMW 3200 modeli.
M60
| Model  | Kapacitet (ccm) | Hod/Promjer (mm) | Snaga (ks) | Okr. moment (Nm) | Godina |
| ------ | --------------- | ---------------- | ---------- | ---------------- | ------ |
| M60B30 | 2997            | 81,2/84          | 218@5800   | 290@4500         | 1992.  |
| M60B40 | 3982            | 81,2/84          | 286@5800   | 400@4500         | 1992.  |

Drugi V8 koji je proizveden u tvornici BMW-a je M60, proizveden je 27 godina nakon OHV V8 motora. M60 se proizvodio u dvjema inačice, M inačica ovog motora ne postoji, BMW je za BMW M5 proizveo S38 redni 6 motor. Razvoj motora je počeo 1984. godine a trebao se ugrađivati u modele od 1986. godine. Oko 560 testnih motora je proizvedeno tijekom razvoja. BMW je koristio CAD program da smanji masu i veličini motora, glava i blok motora su od aluminija a pokrivači ventila su od magnezija. Ususna grana je napravljena od najlona. Težina motora je 203 kilograma. Motor je DOHC konfiguracije, ima 4 ventila po cilindru, lanac je pokretao radilicu. Bosch je proizveo MOTRONIC 3.3 ECU.
M62
| Model    | Kapacitet (ccm) | Hod/Promjer (mm) | Snaga (ks)   | Okr. moment (Nm) | Godina        |
| -------- | --------------- | ---------------- | ------------ | ---------------- | ------------- |
| M62B35   | 3498            | 78,9/84          | 235@5700     | 320@3300         | 1996. – 1998. |
| M62TUB35 | 3498            | 78,9/84          | 238/245@5700 | 345@3800         | 1998. – 2001. |
| M62B44   | 4398            | 82,7/92          | 286@5700     | 420@3900         | 1996. – 1998. |
| M62TUB44 | 4398            | 82,7/92          | 286@5400     | 440@3600         | 1998. – 2005. |
| M62B46   | 4619            | 85/93            | 347@5700     | 480@3700         | 2001. – 2004. |

M62 je moderniji V8 motor, DOHC je konfiguracije, ima veće obujme od prethodnika i VANOS tehnologiju u TU odnosno nadograđenim inačicama. S62 motor iz E39 M5 modela se bazira na ovom motoru.
N62
| Model  | Kapacitet (ccm) | Hod/Promjer (mm) | Snaga (ks) | Okr. moment (Nm) | Godina |
| ------ | --------------- | ---------------- | ---------- | ---------------- | ------ |
| N62B36 | 3600            | 81,2/84          | 272@6200   | 360@3700         | 2001.  |
| N62B40 | 4000            | 84,1/87          | 306@6300   | 390@3500         | 2005.  |
| N62B44 | 4398            | 82,7/92          | 319@6100   | 440@3700         | 2004.  |
| N62B44 | 4398            | 82,7/82          | 333@6100   | 450@3600         | 2002.  |
| N62B48 | 4799            | 88,3/93          | 360@6200   | 500@3500         | 2004.  |
| N62B48 | 4799            | 88,3/93          | 367@6300   | 490@3400         | 2005.  |

N62 se proizvodi od 2002. godine, debitirao je u tada novoj seriji 7, modelu 735i/Li. Motor se proizvodio u 6 inačica a najjača je 4,8 L s 367 ks koja se ugrađivala u E63 650i i E60 550i modele. Motor je aluminijski, DOHC konfiguracije, ima SFI sustav ubrizgavanja goriva, 4 ventila po cilindru, double-VANOS i Valvetronic tehnologiju. Osim serije 5,6 i 7 ovaj motor se koristio i u X5 modelu.
Za razliku od prošlog V8 motora, N62 nije imao svoju M inačicu, BMW je umjesto redizajniranja i nadograđivanja N62 motora napravio od nule novi S85 V10 motor za BMW M5 i BMW M6 modele.
N63
| Model    | Kapacitet (ccm) | Hod/Promjer (mm) | Snaga (ks)    | Okr. moment (Nm) | Godina |
| -------- | --------------- | ---------------- | ------------- | ---------------- | ------ |
| N63B44   | 4395            | 88,3/89          | 407@5500-6400 | 600@1750-4500    | 2008.  |
| N63B44TU | 4395            | 88,3/89          | 450@5500-6000 | 650@2000-4500    | 2011.  |

N63 je najnoviji motor BMW-a i dizajniran je tako da ima obrnuti protok zraka u kojem su turbopunjači smješteni u dolini motora a usisne grane se nalaze na stranama bloka. Ovaj novi dizajn stvara više kompaktan motor i smanjuje širinu motora. Motor koristi zrak-voda (air-to-water intercooler) hladnjak, koji je učinkovitiji i osigurava kraći put zraka nego koristeći standardne zrak-zrak intercooler.
N63B44 ne koristi drugu generaciju Valvetronic tehnologije. Trenutno se koristi kao najjači motor u seriji 5 i X5/X6 modelima i u 750i/Li modelu. Krajem 2011. godine motor je nadograđen drugom generacijom Valvetronic tehnologijom i još nekim preinakama, debitirao je u BMW-u Gran Coupeu i razvija 450 KS i 650 Nm.

## V12
M70
| Model  | Kapacitet (ccm) | Hod/Promjer (mm) | Snaga (ks) | Okr. moment (Nm) | Godina |
| ------ | --------------- | ---------------- | ---------- | ---------------- | ------ |
| M70B50 | 4988            | 75/84            | 295@5200   | 450@4100         | 1988.  |

M70 je V12 motor koji se koristio u seriji 8 i 7. Ima 24 ventila, 2 ECU-a LH-Jetronic, proizvedena od strane Bosch-a. Tunirane inačice ovog motora su se koristile u McLaren F1 i BMW 850CSi modelima. Težina motora je 250 kg.
M73
| Model    | Kapacitet (ccm) | Hod/Promjer (mm) | Snaga (ks) | Okr. moment (Nm) | Godina        |
| -------- | --------------- | ---------------- | ---------- | ---------------- | ------------- |
| M73B54   | 5379            | 79/85            | 326@5000   | 490@3900         | 1994. – 1998. |
| M73TUB54 | 5379            | 79/85            | 326@5000   | 490@3900         | 1998. – 2002. |

M73 je noviji V12 motor, potpuno je aluminijski i koristi 2 ventila po cilindru i SOHC je konfiguracije. Koristi Bosch elektroniku, MotronicM5.2 Nadograđen je 1998. godine.
N73
| Model  | Kapacitet (ccm) | Hod/Promjer (mm) | Snaga (ks) | Okr. moment (Nm) | Godina |
| ------ | --------------- | ---------------- | ---------- | ---------------- | ------ |
| N73B60 | 5972            | 88/89            | 445@6000   | 600@3950         | 2003.  |

N73 je motor napravljen za najjači model serije 7. Osim serije 7 nadograđena verzija se koristi u Rolls-Royce Phantom modelu.
N73 ima direktno ubrizgavanje goriva i Valvetronic tehnologiju.
N74
| Model  | Kapacitet (ccm) | Hod/Promjer (mm) | Snaga (ks) | Okr. moment (Nm) | Godina |
| ------ | --------------- | ---------------- | ---------- | ---------------- | ------ |
| N74B60 | 5972            | 89,6/84          | 544@5250   | 750@1500-5000    | 2009.  |

N74 je novi V12 motor napravljen za najjači model serije 7. Osim serije 7 nadograđena verzija se koristi u Rolls-Royce Ghost modelu (jednako prethodnom N73 V12 motoru). N74 također ima direktno ubrizgavanje goriva i Valvetronic tehnologiju, a osim toga ima i double-VANOS i twin-turbo.

## V16
Goldfish
| Model  | Kapacitet (ccm) | Hod/Promjer (mm) | Snaga (ks) | Okr. moment (Nm) | Godina |
| ------ | --------------- | ---------------- | ---------- | ---------------- | ------ |
| M70B67 | 6651            | 75/84            | 408@5200   | 637@3900         | 1988.  |

BMW je 1987. godine počeo tajni projekt, M70 koji se koristio u 750i/Li modelu su nadogradili na 16 cilindara, serija 7 koju su imali na raspolaganju je bila zlatne boje i projekt je nazvan Goldfish. Baziran na M70 V12 motoru i obujma 6,7 litara razvijao je snagu od 408 ks. Mjenjač je ručni 6 brzinski iz serije 8. Težina motora je 310 kilograma. Motor je bio ogroman pa da bi stao u šasiju serije 7 hlađenje je premiješteno u prtljažnik. 0-100 km/h je trajalo 6 sekundi a maksimalna brzina je preko 280 km/h. Potrošnja u gradu je iznosila 17 L/100 km a na otvorenoj cesti s konstantnom brzinom od 120 km/h potrošnja je 12 litara. S obzirom na sigurnosne mjere, potrošnju i manjak prtljažnog prostora te vremena i novca potrebnog za serijsku proizvodnju V16 nikad nije zaživio. Seriju 7 s V16 motorem novinari su nazvali BMW-ov 767.

## Redni 4
M41
| Model  | Kapacitet (ccm) | Hod/Promjer (mm) | Snaga (ks) | Okr. moment (Nm) | Godina        |
| ------ | --------------- | ---------------- | ---------- | ---------------- | ------------- |
| M41D17 | 1665            | ?                | 90@4400    | 190@2000         | 1994. – 2000. |

M41 je bio prvi BMW-ov redni 4 dizel. Baziran je M51 rednom 6 dizelu. Koristio se u seriji 3 E36 generacije.
M47
| Model     | Kapacitet (ccm) | Hod/Promjer (mm) | Snaga (ks) | Okr. moment (Nm) | Godina |
| --------- | --------------- | ---------------- | ---------- | ---------------- | ------ |
| M47D20    | 1951            | ?                | 134@4000   | 280@1750         | 1998.  |
| M47D20    | 1951            | ?                | 114@4000   | 265@1750         | 2001.  |
| M47TUD20  | 1995            | ?                | 114@4000   | 280@1750         | 2003.  |
| M47TUD20  | 1995            | ?                | 148@4000   | 330@2000-2500    | 2001.  |
| M47TU2D20 | 1995            | ?                | 121@4000   | 280@2000         | 2004.  |
| M47TU2D20 | 1995            | ?                | 121@4000   | 280@1750-2000    | 2005.  |
| M47TU2D20 | 1995            | ?                | 161@4000   | 340@2000-2750    | 2004.  |

M47 je redni 4 motor koji se proizvodio od 1998. do 2007. godine. Imao je 2 inačice i 3 puta se nadograđivao (D20, TUD20, TU2D20).
Nije imao common-rail tehnologiju već je koristio high-pressure injection system.
N47
| Model  | Kapacitet (ccm) | Hod/Promjer (mm) | Snaga (ks)    | Okr. moment (Nm) | Godina |
| ------ | --------------- | ---------------- | ------------- | ---------------- | ------ |
| N47D20 | 1995            | 90/84            | 115@4000      | 260@1750-2500    | 2009.  |
| N47D20 | 1995            | 90/84            | 143@4000      | 300@1750-3000    | 2007.  |
| N47D20 | 1995            | 90/84            | 163@3500-4200 | 360@1750-3200    | 2009.  |
| N47D20 | 1995            | 90/84            | 177@4000      | 350@1750         | 2007.  |
| N47D20 | 1995            | 90/84            | 204@4400      | 400@2000         | 2007.  |

N47 je novi redni 4 motor koji se proizvodio od 2007. godine. 204 ks verzija teži 161 a ostale 149 kilograma. Motor je opremljen svim tehnologijama poput common-rail, Variable Twin Turbo (204 ks verzija), Diesel catalytic converter, Diesel particle filter.

## Redni 6
M21
| Model  | Kapacitet (ccm) | Hod/Promjer (mm) | Snaga (ks) | Okr. moment (Nm) | Godina |
| ------ | --------------- | ---------------- | ---------- | ---------------- | ------ |
| M21D24 | 2443            | ?                | 114@4800   | 210@2400         | 1983.  |
| M21D24 | 2443            | ?                | 114@4800   | 220@2400         | 1983.  |
| M21D24 | 2443            | ?                | 84@4600    | 152@2500         | 1985.  |

M21 je prvi redni 6 dizelski BMW-ov motor. Dizajniran je na uzor benzinskog M20 motora i imao je atmnosfersku i turbo inačicu. Koristili su ga 524d/td i 324d/td modeli. Osim njih ugrađivao se u Lincoln Continental i 1986-1987 Vixen 21 TD i Vixen 21 XC kamp kućice.
M51
| Model       | Kapacitet (ccm) | Hod/Promjer (mm) | Snaga (ks) | Okr. moment (Nm) | Godina        |
| ----------- | --------------- | ---------------- | ---------- | ---------------- | ------------- |
| M51D25 UL   | 2498            | ?                | 114@4800   | 222@1900         | 1991. – 1997. |
| M51D25 OL   | 2498            | ?                | 141@4800   | 260@2200         | 1991. – 1996. |
| M51D25TU UL | 2498            | ?                | 114@4800   | 230@1900         | 1996. – 1998. |
| M51D25TU OL | 2498            | ?                | 141@4600   | 280@2200         | 1996. – 2000. |

M51 je redni 6 dizelski motor koji se proizvodio od 1991. do 2000. godine. Koristili su ga BMW serije 3,5 i 7 a osim njih i Land Rover Range Rover 2.5 D/DSE i Opel Omega. OL inačice imaju intercooler.
M57
| Model     | Kapacitet (ccm) | Hod/Promjer (mm) | Snaga (ks) | Okr. moment (Nm) | Godina |
| --------- | --------------- | ---------------- | ---------- | ---------------- | ------ |
| M57D25    | 2497            | ?                | 163@4000   | 350@2000-2500    | 2000.  |
| M57TUD25  | 2497            | ?                | 177@4000   | 400@2000-2750    | 2004.  |
| M57D30    | 2926            | ?                | 184@4000   | 390@1750-3200    | 1998.  |
| M57D30    | 2926            | ?                | 184@4000   | 410@2000-3000    | 1998.  |
| M57D30    | 2926            | ?                | 193@4000   | 410@1750-3000    | 2000.  |
| M57TUD30  | 2993            | 90/84            | 204@4000   | 410@1500-3250    | 2003.  |
| M57TUD30  | 2993            | 90/84            | 218@4000   | 500@2000-2750    | 2002.  |
| M57TUD30  | 2993            | 90/84            | 245@4000   | 500@2000-2250    | 2008.  |
| M57TUD30  | 2993            | 90/84            | 272@4000   | 560@2000-2250    | 2004.  |
| M57TU2D30 | 2993            | 90/84            | 231@4000   | 500@2000-2750    | 2005.  |
| M57TU2D30 | 2993            | 90/84            | 286@4000   | 580@2000-2250    | 2004.  |

M57 je redni 6 motor koji se proizvodi od 1998. godine. Nadograđen je nekoliko puta.
N57
| Model     | Kapacitet (ccm) | Hod/Promjer (mm) | Snaga (ks) | Okr. moment (Nm) | Godina |
| --------- | --------------- | ---------------- | ---------- | ---------------- | ------ |
| N57D30UL  | 2993            | 90/84            | 204@4000   | 450@1750-2500    | 2010.  |
| N57D30OL  | 2993            | 90/84            | 245@4000   | 540@1750-3000    | 2008.  |
| N57D30TOP | 2993            | 90/84            | 306@4400   | 600@1500-2500    | 2009.  |

N57 je novi redni 6 dizelski motor, napravljen je od aluminija. OL verzija ima jedan turbo i pritisak od 1800 bara. TOP verzija ima dva turba i pritisak od 2000 bara.

## V8
M67
| Model    | Kapacitet (ccm) | Hod/Promjer (mm) | Snaga (ks) | Okr. moment (Nm) | Godina |
| -------- | --------------- | ---------------- | ---------- | ---------------- | ------ |
| N67D40   | 3901            | ?                | 234@4000   | 560@2000         | 1999.  |
| N67D40   | 3901            | ?                | 241@4000   | 560@1750-2500    | 2000.  |
| N67TUD40 | 3901            | ?                | 254@4000   | 600@1900-2500    | 2002.  |
| M67D44   | 4423            | 93/87            | 300@4400   | 700@1750-2500    | 2005.  |
| M67D44   | 4423            | 93/87            | 330@3800   | 750@1900-2500    | 2006.  |

M67 je V8 dizelski motor koji je koristila samo serija 7 (E38 i E65), proizvodio se od 1998. godine do 2009. godine. posljednja verzija (D44) je 30 kg lakša od prethodne, koristi common-rail tehnologiju, DOHC konfiguraciju ima 32 ventila te aluminijske karter.

## BMW M motori
Ovdje su motori koji pokreću BMW M serija automobile i motori koje je M divizija proizvela za utrke.
S14
| Model  | Kapacitet (ccm) | Hod/Promjer (mm) | Snaga (ks) | Okr. moment (Nm) | Godina | Automobil |
| ------ | --------------- | ---------------- | ---------- | ---------------- | ------ | --------- |
| S14B23 | 2302            | 84/93,4          | 192@6750   | 240@4750         | 1985.  | M3 E30    |
| S14B23 | 2302            | 84/93,4          | 215@6750   | 244@4750         | 1988.  | M3 E30    |
| S14B25 | 2500            | 87/95,5          | 238@7000   | 240@4750         | 1990.  | M3 E30    |

S14 je sastavljen od M10 i M88/S38 DOHC motora. Obujam je 2,3 litre, ima 4 cilindra, DOHC konfiguraciju i 16 ventila. Za BMW M3 Sport Evolution model koji se proizveo u 600 primjeraka S14 je nadograđen na 2,5 L i 238 ks.
M88/1
| Model    | Kapacitet (ccm) | Hod/Promjer (mm) | Snaga (ks) | Okr. moment (Nm) | Godina        | Automobil |
| -------- | --------------- | ---------------- | ---------- | ---------------- | ------------- | --------- |
| M88/1B34 | 3453            | 84/93,4          | 277@6500   | 330@5000         | 1978. – 1981. | M1 E26    |

M88/1 je motor koji je pokretao M1. Baziran je na M49 motoru koji je pokretao 3.0 CSi.
M88/3
| Model    | Kapacitet (ccm) | Hod/Promjer (mm) | Snaga (ks) | Okr. moment (Nm) | Godina        | Automobil      |
| -------- | --------------- | ---------------- | ---------- | ---------------- | ------------- | -------------- |
| M88/3B34 | 3453            | 84/93,4          | 286@6500   | 340@4500         | 1984. – 1988. | M5 E28/M635CSi |

M88/3 je motor koji je pokretao M5 i M6. Nadograđena je inačica motora iz M1.
S38
| Model   | Kapacitet (ccm) | Hod/Promjer (mm) | Snaga (ks) | Okr. moment (Nm) | Godina        | Automobil      |
| ------- | --------------- | ---------------- | ---------- | ---------------- | ------------- | -------------- |
| S381B35 | 3453            | 84/93,4          | 252@6500   | 330@4500         | 1987. – 1988. | M635CSi/M5 E28 |
| S381B36 | 3535            | 86/93,4          | 315@6900   | 360@4750         | 1989. – 1995. | M5 E34         |
| S381B38 | 3795            | 94,6/90          | 340@6900   | 400@4750         | 1992. – 1996. | M5 E34         |

S38 je posljednja nadogradnja M88 motora. B35 inačica se koristila u M635CSi i E28 M5 modelima za tržište Sjeverne Amerike. B36 verzija se koristila od 1989. godine do kraja proizvodnje E34 M5 u Sjevernoj Americi, a u ostatku svijeta je 1993. godine zamijenjena B38 inačicom.
S42
| Model  | Kapacitet (ccm) | Hod/Promjer (mm) | Snaga (ks)    | Okr. moment (Nm) | Godina | Automobil   |
| ------ | --------------- | ---------------- | ------------- | ---------------- | ------ | ----------- |
| S42B20 | 1999            | /                | 300/308/315@? | /                | /      | BMW 320 STW |

S42 je tunirana inačica M42 motora. Koristio su u BMW 320 modelu u Njemačkom Super Tourenwagen Cup natjecanju. Zadnja nadogradnja na 315 ks je davala fantastičnih 158 ks po litri.
S52
| Model  | Kapacitet (ccm) | Hod/Promjer (mm) | Snaga (ks) | Okr. moment (Nm) | Godina | Automobil    |
| ------ | --------------- | ---------------- | ---------- | ---------------- | ------ | ------------ |
| S52B32 | 3152            | 89,6/86,4        | 240@6000   | 320@3800         | 1996.  | M3 E36/ Z3 M |

S52 je motor koji je pokretao E36 M3 i Z3 M u Sjevernoj Americi. Baziran je na M52 motoru.
S50
| Model    | Kapacitet (ccm) | Hod/Promjer (mm) | Snaga (ks) | Okr. moment (Nm) | Godina        | Automobil |
| -------- | --------------- | ---------------- | ---------- | ---------------- | ------------- | --------- |
| S50B30US | 2990            | ?                | 240@6000   | 305@4250         | 1995.         | M3 E36    |
| S50B30   | 2990            | 85,8/86          | 286@7000   | 320@3600         | 1992. – 1995. | M3 E36    |
| S50B32   | 3201            | 91/86,4          | 321@7400   | 350@3250         | 1996. – 2000. | M3 E36    |

S50 baziran na M50 motoru. Verzija za Sjevernu Ameriku se koristila tijekom 1995. godine i zamijenjena je S52 motorom. A ostatak svijeta je imao 3 L 286 ks verziju. Od 1996. godine motor je nadograđen na 3,2 L i 321 ks.
S54
| Model  | Kapacitet (ccm) | Hod/Promjer (mm) | Snaga (ks) | Okr. moment (Nm) | Godina        | Automobil    |
| ------ | --------------- | ---------------- | ---------- | ---------------- | ------------- | ------------ |
| S54B32 | 3246            | 91/87            | 315@7400   | 340@4900         | 2001. – 2002. | Z3 M         |
| S50B32 | 3246            | 91/87            | 333@7900   | 355@4900         | 2001. – 2008. | M3 E46/ Z4 M |
| S50B32 | 3246            | 91/87            | 325@7400   | 353@4900         | 2001. – 2002. | Z3 M         |
| S50B32 | 3246            | 91/87            | 343@7900   | 365@4900         | 2001. – 2008. | M3 E46/ Z4 M |
| S50B32 | 3246            | 91/87            | 360@7900   | 370@4900         | 2003.         | M3 CSL E46   |

Premda je S54 posljednji motor baziran na M50 arhitehturi mnogo je nadograđen. Teži 217 kilograma, ima VANOS a blok je napravljen od sivog lijeva, a ne od aluminija kako bi se postigla veća krutost iz iste dimenzije.
U Sjevernoj Americi Z3 M je razvijao 315 ks a Z4 M i M3 su razvijali 333 ks.
S62
| Model  | Kapacitet (ccm) | Hod/Promjer (mm) | Snaga (ks) | Okr. moment (Nm) | Godina | Automobil  |
| ------ | --------------- | ---------------- | ---------- | ---------------- | ------ | ---------- |
| S62B49 | 4941            | 89/94            | 400@6600   | 500@3800         | 1998.  | M5 E39/ Z8 |

S62 je nastao iz M62 motora koji pokreće 540i E39 model. S62 je sagrađen od aluminija i Ausil silicija. Motor ima Double Vanos, Unikatni ECU kojeg je napravio Simens, dizajn klipa je također unikatan za S62 motor. Omjer kompresije je 11:1 a blokada okretaja motora je 7000 o/min. Teži 240 kilograma.
P60
| Model  | Kapacitet (ccm) | Hod/Promjer (mm) | Snaga (ks)              | Okr. moment (Nm) | Godina        | Automobil      |
| ------ | --------------- | ---------------- | ----------------------- | ---------------- | ------------- | -------------- |
| P60B40 | 3997            | 72/94            | 444-470@8000 / 500@7800 | 480-500@6500     | 2001. – 2005. | BMW M3 E46 GTR |

P60 motor je M divizija napravila za M3 GTR automobil koji se natjecao u American Le Mans Series natjecanu u GT2 klasi i 24 sata Le Mansa.
P62
| Model  | Kapacitet (ccm) | Hod/Promjer (mm) | Snaga (ks) | Okr. moment (Nm) | Godina | Automobil      |
| ------ | --------------- | ---------------- | ---------- | ---------------- | ------ | -------------- |
| P62B40 | 3999            | 75,2/92          | 485@8000   | 500@6500         | 2008.  | BMW M3 E92 GTR |

P62 je motor za M3 E92 GTR automobil.
S65
| Model  | Kapacitet (ccm) | Hod/Promjer (mm) | Snaga (ks) | Okr. moment (Nm) | Godina | Automobil    |
| ------ | --------------- | ---------------- | ---------- | ---------------- | ------ | ------------ |
| S65B40 | 3999            | 75,2/92          | 420@8300   | 400@3900         | 2007.  | M3 E90/92/93 |

Za razliku od prethodnih motora koji su evolucija i nadogradnja serijskih, S65 je V8 inačica S85 V10 motora. Bez obzira na to S65 se prilično razlikuje. VANOS sustav upravlja pritisak ulja, negirajući potrebu za odvojenim visoko tlačnim hidrauličkim sustavom koji koristi S85. Nova zavojnica s integriranim "knock" senzorima postavljenih na svaki cilindar smanjuje ukupan broj senzora na osam. Konvencionalnim 'mokra-pumpa' sustavom podmazivanja s dvjema uljnim pumpama zamjenjuju tri "dry sump" pumpe, sustav koji se koristi na V10. ECU je također drugačiji nego u S85 motoru. Težina S65 motora je 202 kilograma.
S63
| Model    | Kapacitet (ccm) | Hod/Promjer (mm) | Snaga (ks)    | Okr. moment (Nm) | Godina | Automobil  |
| -------- | --------------- | ---------------- | ------------- | ---------------- | ------ | ---------- |
| S63B44   | 4395            | 88,3/89          | 555@6000      | 680@1500-5650    | 2009.  | X5 M/ X6 M |
| S63B44TU | 4395            | 88,3/89          | 560@6000-7000 | 680@1500-5750    | 2011.  | M5         |

S63 je M verzija N63 motora i poput prijašnjih M motora i ovaj je mnogo nadograđen u odnosu na N63 inačicu. Teži 240 kg.
Najnovija inačica S63B44TU se koristi u BMW M5 F10M modelu.
S85
| Model  | Kapacitet (ccm) | Hod/Promjer (mm) | Snaga (ks) | Okr. moment (Nm) | Godina        | Automobil                      |
| ------ | --------------- | ---------------- | ---------- | ---------------- | ------------- | ------------------------------ |
| S85B50 | 4999            | 75,2/92          | 507@7750   | 520@6100         | 2005. – 2010. | M5 E60/M6 E63                  |
| S85B55 | 5500            | 75,2/92          | 580@?      | 542@?            | 2009.         | BMW M5 koncept za 25 godina M5 |

BMW S85 je motor proizašao iz F1 tehnologije, teži 240 kg i uparen je sa SMGIII sekvencijalnim mjenjačem. Motor je osvojio razne nagrade. Crvena linija je na 8250 o/min a motor može M5/M6 modele, ako isključite blokadu brzine, natjerati preko 330 km/h.
2009. godine BMW je nadogradio motor na 580 KS, motor je korišten u jednom primjerku olakšanog E60 M5 modela koji je napravljen u čast dvadesetpete godišnjice M5 modela.
S70
| Model  | Kapacitet (ccm) | Hod/Promjer (mm) | Snaga (ks) | Okr. moment (Nm) | Godina        | Automobil  |
| ------ | --------------- | ---------------- | ---------- | ---------------- | ------------- | ---------- |
| S70B56 | 5576            | 80/86            | 380@5300   | 550@4000         | 1992. – 1996. | BMW 850CSi |

S70 je baziran na M70 V12 motoru. Koristio se samo u 850CSi modelu. Ima 2 ventila po cilindru.